# کاردماهی‌های شنی برهنه
کاردماهی‌های شنی برهنه (نام علمی: Gymnorhamphichthys) نام یک سرده از تیره کاردماهیان شنی است.